# XEvil
XEvil é um Jogo de Computador  de plataforma criado por Steve Hardt e Michael Judge onde não existem muitos objetivos claros onde o foco é simplesmente matar.
Possui suporte para jogar online onde a pessoa pode criar um servidor ou entrar em algum servidor preexistente. o jogo permite escolher vários tipos de personagem desde robôs, ninjas e até demônios do inferno. 
O jogo tem perspectiva 2D de plataforma, o mapa é gerado a partir de numeros aleatorios com plataformas escadas e objetos para interagir. possui itens e armas para utilizar que são liberados ao destruir um caixote ou matar um inimigo. XEvil possui violência e sangue mas em um tom de de comédia que não se deve levar a sério. O jogo era de código proprietário, mas seus criadores decidiram abrir o código utilizando a licença GNU GPL versão 2

## Modalidades de jogo
- Niveis de Jogo -  são níveis onde o jogador tem cumprir pequenos objetivos como matar um certo tipo de inimigo
- Cenarios Apenas - Niveis Criado por Jogadores
- Matar, Matar, Matar (Kill, Kill, Kill) - Objetivo é apenas matar qualquer jogador podendo ser online ou controlado por Inteligencia artificial
- Duelo - Duelos 1 contra 1
- Duelos Extendidos - Duelos 1 contra com parâmetros  extra
- Treinamento -  apenas para treinar, vidas infinitas
- Cooperativo - joga o modo niveis de jogo com um amigo